# Frances Lefebure
Frances Lefebure (Gent, 10 september 1988) is een Vlaamse actrice en presentatrice.

## Levensloop
Lefebure volgde voortgezet onderwijs aan de Vrije Rudolf Steinerschool Gent. Daarna volgde ze een opleiding aan het Herman Teirlinck Instituut/Koninklijk Conservatorium Antwerpen van de Antwerpse hogeschool AP. Daarbij won ze in 2009 de RVU Radioprijs voor een documentaire.
In het theater had ze in 2010 een rol in Paard: een opera, van het Gentse theatergezelschap Tibaldus en andere hoeren, een voorstelling die in 2013 en nogmaals in 2015 werd hernomen, en had ze in 2012 een rol in Report on the party and the guest van KC De Werf in Brugge. Begin 2016 stond ze op de planken met You may now kiss the bride.
Bekendheid bij televisiepubliek verwierf ze in 2014 met haar rol als Kat in de jeugdserie GoGoGo.
Naast haar televisierol in GoGoGo volgden al snel andere grote rollen in Vlaamse series zoals Vriendinnen, Tom & Harry, Nieuw Texas, Spitsbroers, Vermist en Amigo's.
Begin 2017 maakt ze haar debuut als presentatrice in het programma Hotel Römantiek op VIER. Ook in 2017 deed ze een poging om De Slimste Mens ter Wereld te worden. Haar deelname hield op na drie afleveringen.
Begin 2018 bracht ze met Otto-Jan Ham en Sven De Leijer het tweede seizoen van Hotel Römantiek. Ook in 2018 presenteerde ze samen met Gilles Van Bouwel Café De Mol, een liveprogramma waarin na de uitzending van De Mol de aflevering besproken werd met bekende Vlamingen en ex-deelnemers van het programma. In het najaar van 2018 werd ze presentatrice van het VTM-programma Make Belgium Great Again waar in zeven afleveringen met kleinere en grotere acties geprobeerd werd van België een warmere plek om te leven te maken. Het programma verwierf al van de eerste aflevering veel media-aandacht door een grootschalige oproep aan de bevolking zich middels een expliciete wilsverklaring kandidaat te stellen voor orgaandonatie. In 2019, 2020 en 2021 was ze jurylid in De Slimste Mens ter Wereld.
Sinds 2020 ontwerpt ze vrouwenkleding voor de kledingketen Bel & Bo.

## Privé
Ze is sinds 2021 getrouwd met Boris Van Severen. In oktober 2023 kreeg het koppel een zoon. Het boek Wat ik nog wilde zeggen, post partem post (ISBN 9789464987874) bundelt brieven die Lefebure schreef aan sleutelfiguren die haar bijstonden tijdens haar zwangerschap, de geboorte en het eerste levensjaar van haar zoon.

## Filmografie

### Televisie
- 2012: Vermist - Claire
- 2012: Magazinski - verschillende rollen
- 2013-2016: GoGoGo - Kat
- 2014: Professor T - Marie
- 2014: Vriendinnen - Carine
- 2015: Echt niet OK! - verschillende rollen
- 2015: Tom & Harry - Joke
- 2015: Nieuw Texas - Kato
- 2015: Spitsbroers - Lisa
- 2017: Amigo's - Tessa Fabri
- 2017-2019: Hotel Römantiek - presentatrice
- 2018: Café De Mol - presentatrice
- 2018-2019: Make Belgium Great Again - presentatrice
- 2019: Studio Tarara - Roxanne[5]
- 2019: Gina & Chantal - Jana
- 2019: Forever Young - presentatrice
- 2020: Make 2020 Great Again - presentatrice
- 2020: Winteruur - zichzelf
- 2021: Assisen 3: Wraakmoord - Sylvia De Ridder (online theaterstuk)
- 2021, 2023: F*** you Very, Very Much - An Ceulemans
- 2021: Cupido Ofzo - presentatrice
- 2022: Een echte job - zichzelf
- 2022: Een Goed Jaar - Rosy Greven
- 2022: Ons DNA - presentatrice
- 2024: The Masked Singer - panellid

### Film
- 2017: Charlie en Hannah gaan uit - Marie
- 2017: Het tweede gelaat - Politieagente
- 2019: Urbanus: De vuilnisheld - juffrouw Pussy (stem)
- 2020: De familie Claus - klant in winkel